# Organización territorial de Panamá
La República de Panamá es un Estado unitario según su Constitución política, que se organiza territorialmente en provincias, distritos, corregimientos y regímenes especiales.
Al 4 de diciembre de 2020, la división político-administrativa de la República de Panamá comprende 10 provincias, 81 distritos (o municipios), 6 comarcas indígenas  y 702 corregimientos.

## Historia
Con la proclamación de la República de Panamá en 1903, el país fue organizado en provincias, y esta a su vez divididas en municipios al tenor de lo dispuesto en la Constitución panameña de 1904.
El artículo 192 de la constitución política de 1946, introdujo la denominación distrito que es como se le nombraba al territorio al que se extiende la acción del municipio. De esta manera, territorio y gobierno, integraban el  distrito. Sin  embargo, en esa constitución el distrito no formaba parte de la organización territorial del país, puesto que, según lo estipulaba su artículo 5, el territorio se dividía en municipios autónomos agrupados en provincias. En sentido contrario, el artículo 232 de la constitución política  vigente, concibe al municipio como la organización política autónoma de la comunidad establecida en un  distrito. Esto es, que el distrito se determina por la comunidad establecida en un territorio sujeto a la acción del  municipio.
Respecto a los corregimientos, son introducidos por primera vez en la constitución política de 1941, en cuyo artículo 5, se facultaba a los ayuntamientos provinciales para subdividir los distritos en corregimientos. Tras haber sido suprimidos de la constitución de 1946, cobraron vigencia en el artículo 5 de la constitución de 1972, que los reconoció como la base política del Estado, con amplia representación y beligerancia política en el contexto del propio corregimiento, en el municipio, el consejo provincial e, incluso, en el Órgano Legislativo. Sin embargo esta preponderancia fue suprimida, cuando la disposición fue objeto de reforma en 1983, reservando su representación al ámbito local y provincial.
Con relación a la creación de regímenes especiales, se establecieron por primera vez en el acto legislativo de 1928, que modificando el artículo 4 de la constitución panameña de 1904, declaraba la posibilidad de crear comarcas con territorios segregados de las provincias ya existentes.

## Provincias

Mapa político de Panamá, dividido en provincias y comarcas indígenas.

La provincia es la mayor división política en que se divide el territorio del Estado panameño, integrada por los distritos que se hayan establecido legalmente.
Para la creación de provincias se requiere:
1. Que el territorio de la futura provincia tenga una población mínima de 15% de la población total del país de acuerdo al último censo.
2. Una extensión territorial de mínimo de 4,000 kilómetros cuadrados.
3. La delimitación física del territorio provincial.
4. Un informe socioeconómico y financiero del Ministerio de Economía y Finanzas.
5. La decisión favorable de los ciudadanos y autoridades de los distritos, a través de consulta popular in situ.
6. Un informe del estudio técnico realizado por la Comisión Nacional sobre límites político administrativos.
7. Que la circunscripción territorial de donde se toma el territorio quede con una población y extensión territorial, por lo menos, igual al de la nueva provincia.

En cada provincia hay un gobernador de libre nombramiento y remoción del órgano  ejecutivo, quien es el representante de éste en su circunscripción. Cada gobernador tiene un suplente designado también por el Órgano Ejecutivo.
En cada provincia funciona un consejo provincial, integrado por todos los representantes de corregimientos de la respectiva provincia.

## Distritos

Mapa de Panamá, dividido en distritos en el 2020.

El distrito es la división político-administrativa del territorio de la provincia sometida a la jurisdicción de un municipio, conformado por corregimientos, sobre los cuales ejerce la competencia el gobierno municipal.
La constitución política de Panamá reconoce al municipio como la organización política autónoma de la comunidad establecida en un distrito. Es considerado como la entidad fundamental de la división político administrativa  del Estado, con gobierno propio, democrático y autónomo, le corresponde prestar los servicios públicos y construir las obras públicas que determine la ley, ordenar el desarrollo de su territorio, promover la participación ciudadana, así como el mejoramiento social y cultural de sus habitantes y cumplir las demás funciones que le asigne la constitución y la ley.
Para la creación de un distrito se requiere:
1. Una población residente en el territorio de 25,000 habitantes, de los cuales, 1,500 deben residir en la cabecera del distrito.
2. la delimitación física del territorio distrital.
3. Un informe socioeconómico y financiero del Ministerio de Economía y Finanzas.
4. Un informe previo de los gobiernos municipales que se encuentren involucrados.
5. La decisión favorable de los ciudadanos y autoridades de los distritos, a través de consulta popular in situ.
6. Un informe del estudio técnico realizado por la Comisión Nacional sobre límites político administrativos.
7. Que la circunscripción territorial de donde se toma el territorio quede con una población y extensión territorial, por lo menos, igual al del nuevo distrito.

Respecto a las autoridades, en cada distrito hay un alcalde, jefe de la administración Municipal, y un vicealcalde, electos por votación popular directa para un periodo de cinco años.
En cada distrito existe una corporación que se le denomina concejo municipal, integrada por todos los Representantes de Corregimientos que hayan sido elegidos dentro del distrito.

## Corregimientos
Los corregimientos constituyen circunscripciones territoriales que integran un distrito que legalmente le correspondan.
Para la creación de un corregimiento se requiere:
1. En áreas urbanas, una población residente no menor a 3,000 habitantes, de los cuales, por lo menos, 500 deberán estar domiciliados en la cabecera. En áreas rurales, una población no menor a 1,000 habitantes, de los cuales, por lo menos, 250 deberán esta domiciliados en la cabecera.
2. la delimitación física del territorio corregimiento.
3. Una propuesta firmada por lo menos, el 10% de los ciudadanos del futuro corregimiento, recopiladas mediante consulta popular in situ.
4. Un informe socioeconómico y financiero del Ministerio de Economía y Finanzas.
5. Un informe del estudio técnico realizado por la Comisión Nacional sobre límites político administrativos.
6. Que la circunscripción territorial de donde se toma el territorio quede con una población y extensión territorial, por lo menos, igual al del nuevo corregimiento.

En el caso de los corregimiento urbanos de alta densidad de población, la nueva propuesta de creación del corregimiento debe contar con un mínimo de 20 000 habitantes y una extensión territorial, más o menos, igual a la del cual se segrega. 
También podrán crearse corregimiento con menos base poblacional por razones de extensión territorial, niveles de pobreza y de difícil accesibilidad.
Cada corregimiento es administrado por un representante que es elegido por votación popular directa, por un período de cinco años. Los representantes de corregimientos pueden reelegidos indefinidamente.

## Regímenes especiales

### Comarcas indígenas
La ley 65 de 2015 establece que para la creación de regímenes especiales se deben observar los requisitos establecidos en la constitución y la ley.
El primer régimen especial en crearse fue la comarca de San Blas (hoy Guna Yala) por medio de la ley 16 del 19 de diciembre de 1953; le siguió la Emberá-Wounaan (ley 22 del 8 de noviembre de 1983), Madugandí (ley 24 del 12 de enero de 1996), Ngäbe-Buglé (ley 10 de 7 de marzo de 1997), Wargandí (ley 34 del 25 de julio de 2000), y Naso Tjër Di (ley 188 del 4 de diciembre de 2020).